# Hodișești, Alba
Hodișești este un sat în comuna Bistra din județul Alba, Transilvania, România.